# Gomphus (fong)
Gomphus és un gènere de bolets de l'ordre dels gomfals (Gompahles). Inclou 12 espècies. L'espècie tipus és (G. clavatus). Hi ha algunes espècies més sense haver estat descrites als boscos de Nothofagus cunninghamii a Tasmània.
El nom d'aquest gènere deriva del grec antic 'γομφος', gomphos que significa gran clau en forma de falca.